# Ariño (kommun)
Ariño är en kommun i Spanien.   Den ligger i provinsen Provincia de Teruel och regionen Aragonien, i den östra delen av landet, 270 km öster om huvudstaden Madrid. Antalet invånare är 893.